# Уравнение Битти — Бриджмена
Уравнение Битти — Бриджмена — уравнение состояния реального газа, полученное Дж. Битти (James A. Beattie) и О. Бриджменом (Oscar C. Bridgeman) и опубликованное ими в 1927 году. Ими предложено эмпирическое уравнение состояния для описания поведения реальных газов в широком диапазоне температур (от −252 до +400 °C) и давлений (до 200 атм.).
Уравнение имеет вид:
{\displaystyle p=RT{\frac {(1-\epsilon )(V_{m}+B)}{V_{m}^{2}}}-{\frac {A}{V_{m}^{2}}}}
где:
- p — давление
- Vm — молярный объём
- Vm = {\displaystyle {\frac {V}{\nu }}},

V — объём,
{\displaystyle \nu } — количество вещества;
- R — универсальная газовая постоянная;
- T — температура;
- A, B, ε — константы, связанные с эмпирическими постоянными Ao, Bo, a, b, c:
  - {\displaystyle A=A_{0}\left(1-{\frac {a}{V_{m}}}\right)}
  - {\displaystyle B=B_{0}\left(1-{\frac {b}{V_{m}}}\right)}
  - {\displaystyle \epsilon ={\frac {c}{V_{m}T^{3}}}}

Уравнение Битти — Бриджмена содержит пять постоянных (помимо R) и считается одним из лучших эмпирических уравнений состояния. К преимуществам уравнения Битти-Бриджмена можно отнести наличие простой и удобной методики комбинирования коэффициентов при расчёте смесей. Коэффициенты, входящие в уравнение Битти — Бриджмена, получены для очень многих газов, что расширяет возможности его применения.